# Apiogaster frischi
Apiogaster frischi är en skalbaggsart som beskrevs av Karl Adlbauer 2003. Apiogaster frischi ingår i släktet Apiogaster och familjen långhorningar.
Artens utbredningsområde är:
- Kenya.
- Zimbabwe.

Inga underarter finns listade i Catalogue of Life.